# 大澤来彩
大澤 来彩（おおさわ らあや、1998年8月4日 - ）は、日本の女子バスケットボール選手である。ポジションはスモールフォワード。

## 来歴
北海道出身。
帯広南商業高校から山梨学院大に進学。
2021年、アイシン ウィングスにアーリーエントリーを経て加入。
2024年退団。